# Justo Betancourt
Justiciano Betancourt Querol  (Matanzas; 6 de diciembre, de 1940) es un cantante cubano famoso por su interpretación del tema "Pa' bravo yo". Nació en Matanzas (Cuba), pero ha vivido una cantidad significativa de tiempo en Puerto Rico.  Su música muestra influencia cubana pero desarrollada en dirección de la Salsa puertorriqueña.  Betancourt dirigió un grupo llamado Borincuba, una combinación de Cuba y Borinquen.  Además de grabar numerosos álbumes en solitario,  ha tocado con Fania All-Stars y la Sonora Matancera, y con músicos y cantantes como Celia Cruz, Mongo Santamaría, Eddie Palmieri y Ray Barretto, entre otros.

## Discografía
Conjunto Paquito Corazón (1963)
- El Explosivo (1968)
- El Que Sabe, Sabe (1970)
- Los Dinámicos (1971)
- Pa' Bravo Yo (1972)
- Sigo Bravo (1974)
- Lo Sabemos (1975)
- Ubane (1976)
- Distinto y Diferente (1977)
- El Mejor de Justo Betancourt (1977)
- ¡Presencia! (1978)
- Yo Sin Ti (1979)
- La Sonora Matancera con Justo Betancourt (1981)
- Leguleya No (1982)
- El Bravo de Siempre (1992)
- Mató (1998)